# Wisła II Kraków
Wisła II Kraków – zespół rezerw Wisły Kraków. Kilkakrotnie tworzony i zamykany. Rozegrał jedenaście sezonów na trzecim poziomie rozgrywek ligowych w Polsce. W 2023 roku ponownie reaktywowany, od sezonu 2024/2025 występujący w III lidze.

## Historia

### Występy w Pucharze Polski
Druga drużyna (zespół rezerw) Wisły kilkukrotnie przechodziła do rozgrywek centralnych Pucharu Polski.
W 1954 Wisła II w pierwszej rundzie pokonała lokalnego rywala – klub Dąbski Kraków 7:0, w drugiej rundzie (1/16 finału) uległa Polonii Bytom, która w kolejnej rundzie przegrała z pierwszą drużyną Wisły.
W sezonie 1981/1982 w pierwszej rundzie zagrała z BKS Bielsko-Biała, zwyciężając w karnych 4:2 (po dogrywce było 6:6). W kolejnej rundzie pokonała Glinika Gorlice 2:1, by w trzeciej (1/64 finału) ulec Hutnikowi Kraków 1:3.
W sezonie 1985/1986 w pierwszej rundzie rozgrywek centralnych uległa Unii Tarnów.
Również w pierwszej rundzie Wisła II zakończyła rozgrywki w sezonie 2004/2005 – po porażce 1:2 z Kujawiakiem Włocławek.

### Występy na III poziomie ligowym
Wisła II Kraków rozegrała jedenaście sezonów na trzecim poziomie rozgrywek ligowych w Polsce.
W sezonie 1982/1983 Wisła II występowała w grupie VI (śląskiej) III ligi polskiej – zdobyła 13 pkt, zajęła ostatnie 14. miejsce i spadła poziom niżej (bilans bramek 16-52). Powróciła na jeden sezon w 1993 – w grupie krakowskiej (V) zajęła 15 miejsce (23 pkt; 37–73) oraz w 1997 – gdy w grupie krakowskiej (IV) zajęła 7 miejsce (62 pkt; 60–30) – jednak w związku z reformą ligową nie zapewniło jej to pozostania na trzecim poziomie rozgrywek.
W latach 2003–2007 zespół występował w grupie IV trzeciej ligi polskiej. W sezonie 2003/2004 zajął 6. miejsce (45 pkt; 44-38), w sezonie 2004/2005 – 10 miejsce (35 pkt; 30-37), w sezonie 2005/2006 14. miejsce (28 pkt; 32-37) – jednak pozostał w lidze ze względu na wycofanie się HEKO Czermno. W sezonie 2006/2007 zespół ponownie zajął 14. miejsce (31 pkt; 35-49) i spadł z ligi.

### Późniejsza historia
W sierpniu 2016, w związku z trudnościami finansowymi, zespół rezerw został zlikwidowany i wycofany z rozgrywek III ligi. Zawodnicy zostali przeniesieni do pierwszego zespołu lub do ekipy juniorskiej występującej w Centralnej Lidze Juniorów.
W marcu 2017 zapowiadano przywrócenie zespołu rezerw.
Klub przystąpił do rozgrywek IV ligi małopolskiej (zachód) w sezonie 2019/2020. Zajął trzecie miejsce w tabeli, po zakończeniu sezonu Wisła II została rozwiązana.
Ponownie zespół rezerw został reaktywowany w 2023 roku.

## Stadion
W XXI wieku swoje mecze rozgrywała głównie na stadionie Wawelu.
Ponadto korzystała także ze stadionu miejskiego w Skawinie. 
Od sezonu 2023/2024 klub występuje na Stadionie Dalinu Myślenice.

## Trenerzy
- Wojciech Stawowy (ok. 1995)[14]
- Antoni Szymanowski (2002–2005)[13]
- Jerzy Kowalik (2005)[13]
- Marcin Jałocha (2005)[15]
- Ryszard Kruk (2005)[15]
- Bogusław Pietrzak (2005–2006)[15]
- Andrzej Bahr (2006–2007)[16]
- Tomasz Kulawik (2007)[16]
- Kazimierz Moskal (2007–2008)[17]
- Maciej Musiał (2013–2016)[18]
- Marcin Jałocha (2016)[19]
- Kazimierz Kmiecik i Artur Łaciak (2016)[19]
- Ryszard Czerwiec (2016)[19]
- Adrian Filipek (2019–2020)[20]
- Mariusz Jop (2023)[21]
- Bartosz Bąk (2024)[22]
- Aleksandr Mikhailov (2024-)[3]

## Piłkarze
Zawodnicy, którzy byli w stałej kadrze rezerw Wisły Kraków:

- Jakub Bartosz[23]
- Rafał Boguski[15]
- Paweł Brożek[24]
- Piotr Brożek[24]
- Mateusz Broź[15]
- Daniel Brud[16]
- Łukasz Burliga[16]
- Sunday Ibrahim[24]
- Bartosz Iwan[24]
- Kelechi Iheanacho[13]
- Radosław Jacek[25]
- Marcin Juszczyk[16]
- Paweł Kaczorowski[16]
- Grzegorz Kmiecik[24]
- Adam Kokoszka[13]
- Mateusz Kowalski[15]
- Krzysztof Mączyński[16]
- Patryk Małecki[13]
- Adrian Mrowiec[24]
- Mariusz Magiera[25]
- Maciej Mysiak[25]
- Piotr Stawarczyk[24]
- Przemysław Szabat[25]
- Dariusz Trela[16]
- Kamil Witkowski[25]
- Michał Wróbel[25]
- Dariusz Zawadzki[25]
- Tomasz Zając[23]